# Božidar D. Spasović
Božidar Spasović (Ivanjica, 1897 — 1972) bio je lekar, specijalista za nervne bolesti. Odlikovan je Ordenom sv. Save, Ordenom rada i Ordenom zasluga za narod sa zlatnim vencem.

## Život i rad
Prva dva razreda gimnazije završava u Čačku. Nakon izbijanja Prvog svetskog rata, Božidar se povlači sa srpskom vojskom preko Albanije. Iz Soluna je sa drugim srpskim đacima prebačen u Francusku i u Žozijeu završava gimnaziju. Medicinski fakultet je završio u Lionu 1924. Po povratku u Srbiju stupio je na dužnost lekara u Državnu bolnicu u Beogradu i raspoređen na Nervno odeljenje. Posle tri godine priznata mu je specijalizacija. Godine 1929. napušta Beograd i univerzitetsku karijeru i vraća se u Ivanjicu na mesto sreskog lekara. Tu ostaje naredne 42 godine. Zajedno sa suprugom Draginjom, lečio je stanovnike i po udaljenim krajevima. Draginja je bila upravnik bolnice u Ivanjici.
Bio je narodni poslanik na listi Milana Stojadinovića, ali i poslanik na trećem zasedanju AVNOJ-a.
Bio je blizak prijatelj sa Mihailom Konstantinovićem, poznatim srpskim pravnikom (tvoracem Zakona o obligacionim odnosima koji je i danas na snazi).

## Spoljašnje veze
- Ivanjica - internet portal, Zdravstvo